# Gorgonops whaitsi

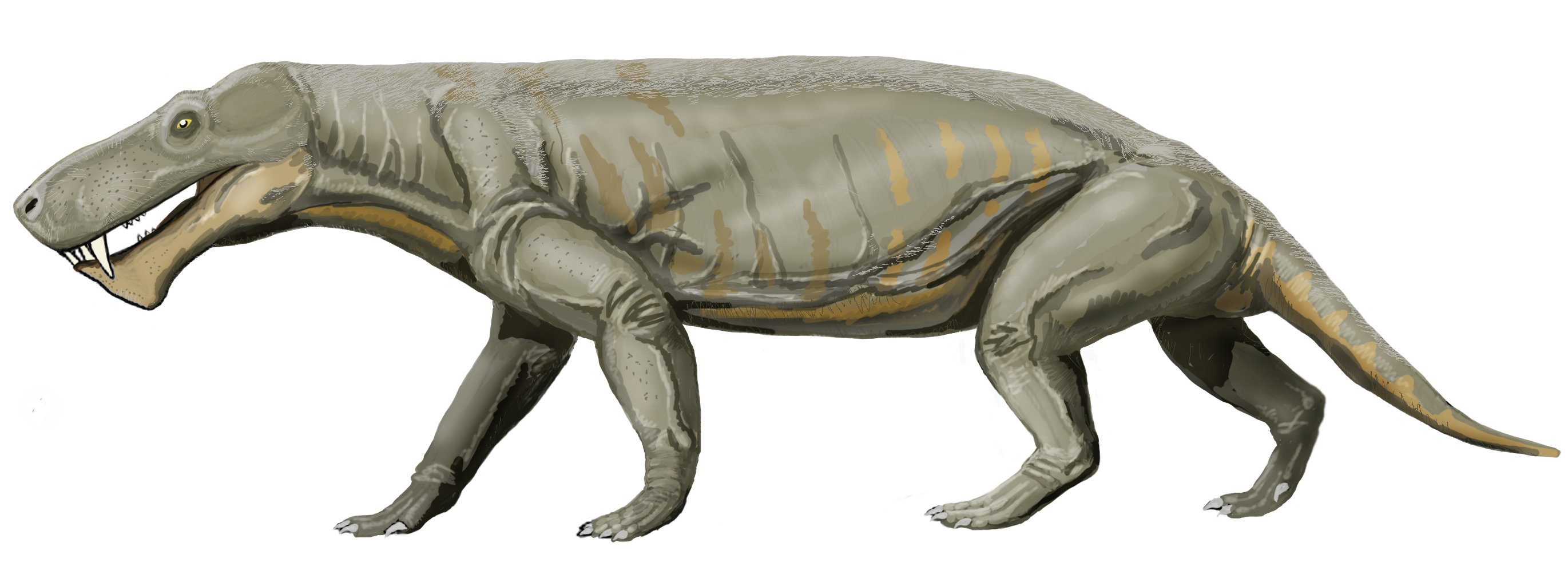
Gorgonops whaitsi

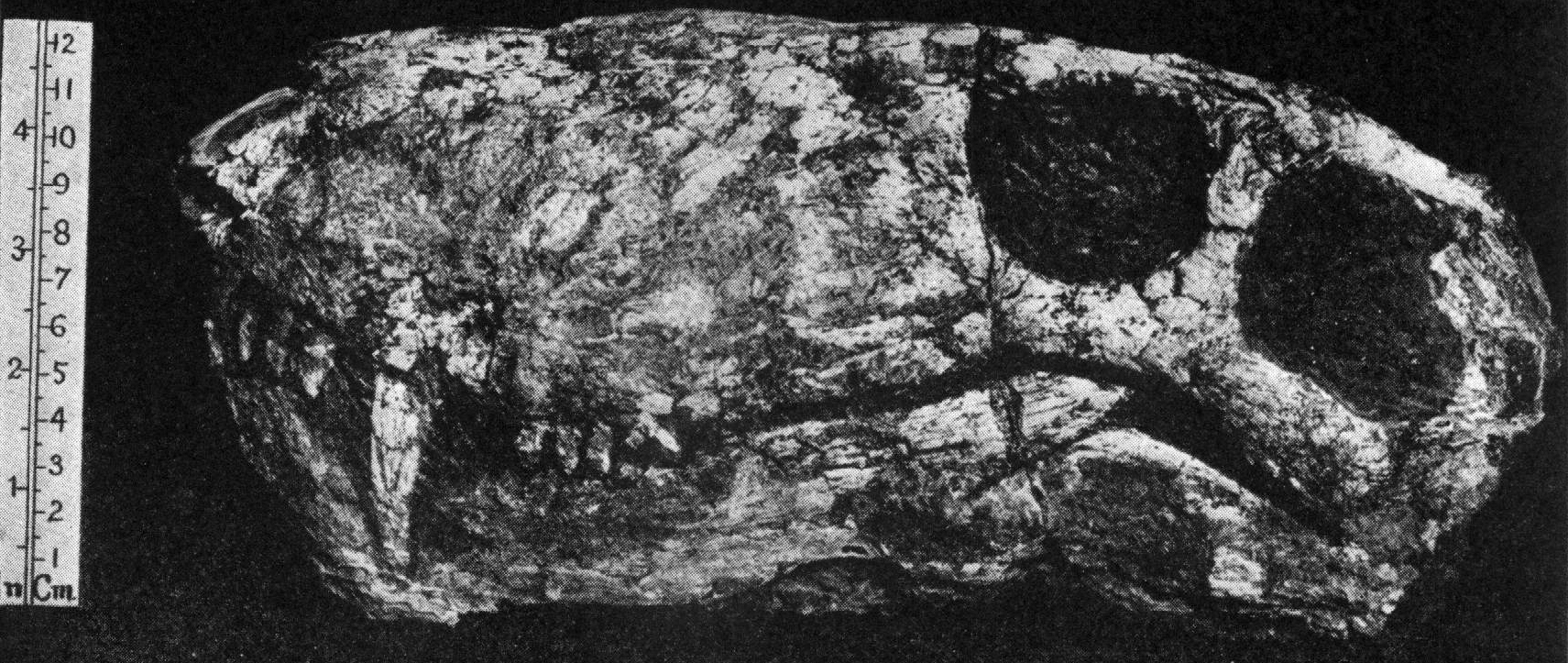
Gorgonops whaitsi koponya, 5537 számú példány

A Gorgonops whaitsi az emlősszerűek (Synapsida) osztályának a Therapsida rendjébe, ezen belül a Gorgonopsidae családjába tartozó faj.

## Tudnivalók
A Gorgonops whaitsi nagyobb volt, mint a Gorgonops torvus. Koponyájának elülső része szélesebb volt, de más különbségek is vannak. Eredetileg a Scymnognathus nem típusfaja volt. Bár számos példányt találtak e fajból, a Karoo medencében és Beaufort Westben, a faj mégsem közismert. Watson és Alfred Sherwood Romer, a Gorgonops és Scymnognathus nemeket két külön családba helyezte, míg Sigogneau-Russell 1989-ben a két fajt egy nembe tette, és a Gorgonops whaitsit egy ősibb formának tekinti. Az állatot Broom 1912-ben, Scymnognathus whaitsinak nevezi.